# Kanoistika na Letních olympijských hrách 1976
Závody v kanoistice na Letních olympijských her 1976 v Montréalu.

## Medailisté

### Muži
| Kategorie | Zlato                                                                                         | Stříbro                                                                                           | Bronz |
| --------- | --------------------------------------------------------------------------------------------- | ------------------------------------------------------------------------------------------------- | --- |
| C1 500 m  | Alexandr Rogov · Sovětský svaz (URS)                                                          | John Wood · Kanada (CAN)                                                                          | Matija Ljubek · Jugoslávie (YUG)                                                                             |
| C1 1000 m | Matija Ljubek · Jugoslávie (YUG)                                                              | Vasilij Jurčenko · Sovětský svaz (URS)                                                            | Tamás Wichmann · Maďarsko (HUN)                                                                              |
| C2 500 m  | Sovětský svaz (URS) · Serhij Petrenko · Alexandr Vinogradov                                   | Polsko (POL) · Andrzej Gronowicz · Jerzy Opara                                                    | Maďarsko (HUN) · Tamás Buday · Oszkár Frey                                                                   |
| C2 1000 m | Sovětský svaz (URS) · Serhij Petrenko · Alexandr Vinogradov                                   | Rumunsko (ROU) · Gheorghe Danielov · Gheorghe Simionov                                            | Maďarsko (HUN) · Tamás Buday · Oszkár Frey                                                                   |
| K1 500 m  | Vasile Dîba · Rumunsko (ROU)                                                                  | Zoltán Sztanity · Maďarsko (HUN)                                                                  | Rüdiger Helm · Německá demokratická republika (GDR)                                                          |
| K1 1000 m | Rüdiger Helm · Německá demokratická republika (GDR)                                           | Géza Csapó · Maďarsko (HUN)                                                                       | Vasile Dîba · Rumunsko (ROU)                                                                                 |
| K2 500 m  | Německá demokratická republika (GDR) · Joachim Mattern · Bernd Olbricht                       | Sovětský svaz (URS) · Serhij Nahornyj · Vladimir Romanovskij                                      | Rumunsko (ROU) · Larion Serghei · Policarp Malihin                                                           |
| K2 1000 m | Sovětský svaz (URS) · Serhij Nahornyj · Vladimir Romanovskij                                  | Německá demokratická republika (GDR) · Joachim Mattern · Bernd Olbricht                           | Maďarsko (HUN) · Zoltán Bakó · István Szabó                                                                  |
| K4 1000 m | Sovětský svaz (URS) · Sergej Čuchraj · Alexandr Děgťarjov · Jurij Filatov · Volodymyr Morozov | Španělsko (ESP) · José María Esteban · José Ramón López · Herminio Menéndez · Luis Gregorio Ramos | Německá demokratická republika (GDR) · Frank-Peter Bischof · Bernd Duvigneau · Rüdiger Helm · Jürgen Lehnert |

### Ženy
| Kategorie | Zlato                                                 | Stříbro                                      | Bronz                                                                |
| --------- | ----------------------------------------------------- | -------------------------------------------- | -------------------------------------------------------------------- |
| K1 500 m  | Carola Zirzow · Německá demokratická republika (GDR)  | Taťjana Koršunovová · Sovětský svaz (URS)    | Klára Rajnai · Maďarsko (HUN)                                        |
| K2 500 m  | Sovětský svaz (URS) · Nina Gopovová · Galina Kreftová | Maďarsko (HUN) · Anna Pfeffer · Klára Rajnai | Německá demokratická republika (GDR) · Bärbel Köster · Carola Zirzow |

## Přehled medailí
| Pořadí | Země                                 | Zlato | Stříbro | Bronz | Celkově |
| ------ | ------------------------------------ | ----- | ------- | ----- | ------- |
| 1.     | Sovětský svaz (URS)                  | 6     | 3       | 0     | 9       |
| 2.     | Německá demokratická republika (GDR) | 3     | 1       | 3     | 7       |
| 3.     | Rumunsko (ROU)                       | 1     | 1       | 2     | 4       |
| 4.     | Jugoslávie (YUG)                     | 1     | 0       | 1     | 2       |
| 5.     | Maďarsko (HUN)                       | 0     | 3       | 5     | 8       |
| 6.     | Kanada (CAN)                         | 0     | 1       | 0     | 1       |
| 6.     | Polsko (POL)                         | 0     | 1       | 0     | 1       |
| 6.     | Španělsko (ESP)                      | 0     | 1       | 0     | 1       |
| Celkem | Celkem                               | 11    | 11      | 11    | 33      |